# Harald Breternitz
Harald Breternitz (* 3. Januar 1954) ist ein ehemaliger deutscher Fußballspieler. In Leipzig und im Thüringer Raum bestritt er in den 1970er und 1980er Jahren Zweitligafußball im Spielbetrieb des DDR-Fußballs. Von 1971 bis 1972 war er Junioren-Nationalspieler.

## Sportliche Laufbahn
Als Spieler des 1. FC Lokomotive Leipzig wirkte Harald Breternitz bei der Kinder- und Jugendspartakiade 1968 in der Leipziger Fußball-Schülerauswahl mit. Als Mittelstürmer erzielte er im Finale mit einem Alleingang das 1:0-Siegtor gegen die Dresdner Auswahl. Anschließend ließ ihn der 1. FC Lok in der Spielzeit 1968/69 im frühen Alter von 14 Jahren bereits in der Juniorenoberliga spielen. Im Sommer 1971 wurde Breternitz in den Kader der DDR-Juniorennationalmannschaft berufen. Am 30. Juni 1971 absolvierte er wieder als Mittelstürmer in der Begegnung DDR – Finnland (2:1) sein erstes Juniorenländerspiel. Bis zum April 1972 bestritt Breternitz 17 Junioren-Länderspiele, in denen er zwei Tore erzielte. Unter anderem stand er im Finale bei den Jugendwettkämpfen der Freundschaft 1971, das die DDR mit 0:1 gegen die Tschechoslowakei verlor. Als Breternitz dem Juniorenalter entwachsen war, setzte ihn der 1. FC Lok von der Saison 1972/73 an in der 2. Mannschaft ein, die in der zweitklassigen DDR-Liga spielte. Bis zum Oktober 1974 kam er bei 48 möglichen Einsätzen auf 32 Ligaspiele, wobei er fünf Tore erzielte. 
Im November 1974 wurde Breternitz für 18 Monate zum Wehrdienst in der Nationalen Volksarmee eingezogen. Es wurde ihm die Möglichkeit eingeräumt, bei der Armeesportgemeinschaft ASG Vorwärts Dessau in der DDR-Liga weiter Fußball zu spielen. Breternitz kam jedoch nur am 1., 3. und 4. Spieltag zum Einsatz, jedoch nur für insgesamt 135 Minuten. Nach dem Ende seiner Militärzeit schloss sich Breternitz der Betriebssportgemeinschaft (BSG) Motor Suhl an. Die Suhler spielten ebenfalls in der DDR-Liga, und Breternitz wurde von November 1976 bis April 1977 als zentraler Mittelfeldspieler in zehn Punktspielen eingesetzt (ein Tor). Zur Saison 1977/78 meldete er sich beim DDR-Ligisten BSG Motor Nordhausen an. Dort blieb Breternitz für zwei Spielzeiten, in denen er in 44 Ligaspielen 42-mal überwiegend weiterhin im zentralen Mittelfeld eingesetzt wurde. Nach langer torarmer Zeit gelangen Breternitz 1978/79 drei Punktspieltore. Im Sommer 1979 nahm Breternitz einen erneuten Wechsel vor und ging zum drittklassigen Bezirksligisten Motor Steinach. Seiner neuen Mannschaft verhalf er sofort zum Aufstieg in die DDR-Liga. Die Steinacher, ehemaliger Oberligist, befanden sich in diesen Jahren im Fahrstuhlrhythmus. In der Spielzeit 1980/81, in der Breternitz zum rechten Stürmer umfunktioniert wurde, 16 Ligaspiele bestritt und vier Tore schoss, stieg die Mannschaft nach einem Jahr schon wieder in die Bezirksliga ab. Erneut verhalf Breternitz der BSG Motor zum umgehenden Wiederaufstieg, kam aber 1982/83 nur noch zu einem Punktspieleinsatz. Anschließend stieg Motor Steinach wieder ab.
Mit 29 Jahren beendete der ehemalige Junioren-Nationalspieler Harald Breternitz 1983 seine Laufbahn als Fußballspieler im Leistungsbereich. Innerhalb von neun DDR-Ligaspielzeiten, in denen er für fünf verschiedene Mannschaften gespielt hatte, war er auf 104 Ligaspiele mit 13 Toren gekommen. 